# اتز-آلپ

اُتز-آلپ یا آلپ علیا (به فرانسوی: Hautes-Alpes) پنجمین شهرستان فرانسه است. شهرستان اوت-آلپ در جنوب شرقی این کشور قرار دارد. این شهرستان زیرمجموعه ناحیه پروانس آلپ-کوت دازور می‌باشد. مساحت این شهرستان ۵٬۵۴۹ کیلومتر مربع و جمعیت آن ۱۳۲٬۴۸۲ نفر است. این شهرستان در خلال انقلاب فرانسه بر پا گردید.